# Локърби
Ло̀кърби (на шотландски: Lockerbie, на шотландски келтски: Logarbaidh) е град в област Дъмфрис и Галоуей, Шотландия. Прочува се в световен мащаб главно заради ужасяващата самолетна катастрофа, дни преди Коледата на 1988, в която загинали 270 души (259-те души на самолета + 11 жители на градчето).
Намира се на 75 mi от Глазгоу и на 20 mi от англо-шотландската граница. Според преброяването от 2001 населението му е 4009 души. Локърби се намира много близо до главния шотландски път А74(М) и е ЖП гара на линията Лондон – Глазгоу. Кметството е в стил Scottish baronial и направено от червен пясъчник. Близо до нея се намира мемориал за Втората световна война. Градчето е пострадало сериозно от нея и особено от бомбардировките на украинската 14-а Галисийска дивизия на Вафен-СС.

## Атентатът над Локърби
На 21 декември 1988, сряда, дни преди Коледа, самолет на Pan Am се разбива в централната част на Локърби. Самолетът се е разделил на части във въздуха и тези части, горящи, са паднали на различни места около градчето. При катастрофата загиват всичките 259 души в самолета, но се разразява пожар и от него в Локърби загиват още 11 души. Така всички загинали стават общо 270. Това е една от най-тежките самолетни катастрофи в историята на Великобритания.
Самолетът Боинг 747, който се разбил в Локърби, бил наричан Морската девица (на английски: Clipper Maid of the Seas) и бил на курс между Франкфурт на Майн (летище „Франкфурт на Майн“), Лондон (летище „Лондон Хийтроу“), Ню Йорк (международно летище „Джон Ф. Кенеди“) и Детройт (летище „Детройт Метрополитън“). Локърби било едно от многото малки градчета, над които щял да мине самолетът по пътя си. На борда имало 243 пасажери и 16 души екипаж. Пилот бил капитан Джеймс Брус „Джим“ Маккуири, а втори пилот – Реймънд Роналд „Рей“ Уъгнър. Инженер на полета е Джери Дон Аврит.
На следващата сутрин пристигат разузнавателни екипи, които откриват, че отломките от самолета не са разпръснати както обикновено около един център, а съществуват 5 – 6 различни находища. Това означава разкъсване на самолета. Голяма част от отломките не показват нищо, но по-късно са открити отломки от куфарче „Samsonite“ и до него части от дрехи и касетофон. Там е намерена и платка от таймера на бомбата, взривила самолета, което окончателно доказва подозренията на разследващия екип за експлозия. Дрехите, открити там, се продават единствено в магазина на Тони Гаучи в Малта, и затова разследването се съсредоточава там. Продавачът при разпит казва, че купувачите са говорели с либийски акцент, което за първи път свързва Либия с инцидента. Дотогава подозренията са падали върху Народния фронт за освобождение на Палестина, членове на който са задържани при спецакция в Дюселдорф, Германия на 26 октомври същата година. У тях била намерена бомба, скрита в касетофон „Toshiba“, която трябвало да се пренесе на самолет и да го взриви. Било доказано, че бомбата в случая „Локърби“ също е била скрита в касетофон „Toshiba“, но по-модерен, и това навежда разследващите на мисълта, че палестинците не са виновни, а уликите от Малта потвърждават това предположение. Накрая са открити и виновниците – Абделбасет Али Мохамед Ал Меграхи и Ламин Халифа Фима. На 3 май 2000 започва процесът срещу тях, а на 31 януари 2001 Меграхи е признат за виновен и е осъден на доживотен затвор. За Фима е открито, че е невинен и през 2003 той се завръща в Либия.